# (2352) Kurchatov
(2352) Kurchatov (1969 RY) – planetoida z pasa głównego asteroid okrążająca Słońce w ciągu 5,49 lat w średniej odległości 3,11 au. Odkryta 10 września 1969 roku.